# Correo mayor de España

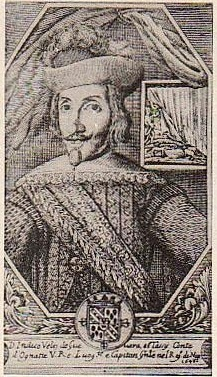
Íñigo Vélez de Guevara y Tassis, VIII conde de Oñate, III conde de Villamediana. Correo Mayor General de España: 1622-1658

El título de Correo Mayor fue un cargo introducido por el rey Felipe I con el fin de organizar, administrar y promover el servicio de correo en los territorios del reino y, posteriormente, con otros reinos y naciones. En el dominio de la Monarquía Hispánica este oficio fue ejercido principalmente entre los siglos XVI y XVII, bajo el reinado de los Austrias. 
Los trece portadores de este título fueron los precursores del servicio postal en España, y los once primeros pertenecieron a dos grandes familias: los Tassis y los Vélez de Guevara, familias que llegaron a controlar el monopolio postal en sus respectivas épocas.

## Historia

### Francisco de Tassis, fundador del correo en España
Felipe I el Hermoso otorgó, el 18 de enero de 1505, el cargo de Correo Mayor de Castilla al empresario de origen lombardo Francisco de Tassis, con el fin de organizar el transporte de la correspondencia entre las diferentes cortes del Imperio: España, los Países Bajos, Austria e Italia. Francisco de Tassis ya servía con semejantes fines desde 1490 en la corte del rey Maximiliano I del Sacro Imperio y desde 1501 para el mismo Felipe I en los Países Bajos. 
La empresa establecida por Francisco de Tassis se basaba en la existencia de correos a caballo y de correos mayores: los primeros transportaban la correspondencia con un sistema de relevos entre las ciudades, los segundos administraban las postas y trataban de establecer sólidas alianzas. Sobre la base de este sistema, y la transmisión a sus herederos del cargo de Correo Mayor, la familia Tassis desarrolló un verdadero monopolio de alianzas y rutas postales en toda Europa.

### El Convenio Postal de 1516
El rey Carlos I mantiene al frente del negocio postal a Francisco de Tassis como Correo Mayor General (a quien venía ayudando su sobrino Simón desde 1506 en los territorios de Castilla) , el cual se compromete en el Contrato Postal del 12 de noviembre de 1516, junto con otro ayudante y sobrino Juan Bautista, a seguir prestando el servicio postal en el Imperio, mejorar las postas, ampliar las rutas y reducir el tiempo usado por los relevos. Con la muerte de Francisco de Tassis un año más tarde, Juan Bautista se convierte en su sucesor en el oficio junto con sus hermanos Mateo y el referido Simón, a los que les será concedido por el rey Carlos I el cargo de Correo Mayor y Maestro General de Postas. Los tres hermanos serán naturalizados españoles el 28 de agosto de 1518 por cédula emitida por la reina doña Juana y su hijo don Carlos. Juan Bautista será nombrado cabeza principal de dicho oficio, autorizándole a ejercer dicho cargo a su hermano Mateo por ausencia o muerte del primero y a Simón, por ausencia o muerte de los dos anteriores.

### El monopolio de la familia Tassis
Juan Bautista ejerce el cargo pertinentemente, con la ayuda de sus hermanos Mateo, que será quien permanecerá todo el tiempo en España ejerciendo dichas funciones, y Simón, hoste de correos que se hará cargo de las oficinas postales de Roma y Milán. El cargo pasa posteriormente por sucesión familiar al hijo de Juan Bautista Raimundo de Tassis y después de éste a Juan de Tassis y Acuña, quien obtuvo del rey Felipe III el título noble de conde de Villamediana en 1603 por su buena gestión y su apoyo. En el período que estos dos últimos correos mayores pasan en el oficio, el servicio postal se fortalece y se convierte en un monopolio exclusivo de la familia Tassis. 
A la muerte de Juan de Tassis y Acuña, el cargo pasa a su único hijo, don Juan de Tassis y Peralta, II conde de Villamediana, poeta y conocido cortesano que era famoso por sus dotes diplomáticas y por sus oscuros líos amorosos e intrigas palaciegas. Bajo el reinado de Felipe III, fue desterrado dos veces; ganándose nuevamente el favor real.

### La casa de Vélez de Guevara
Al morir asesinado el II conde de Villamediana en 1622 sin descendencia, la familia Vélez de Guevara inicia un pleito por adquirir los títulos de éste. Íñigo Vélez de Guevara y Tassis, V conde consorte de Oñate, como primo hermano de Juan de Tassis y Peralta, consigue para su hijo Íñigo Vélez de Guevara el cargo de Correo Mayor así como el título de conde de Villamediana, ratificados por sentencia de 10 de marzo de 1623. De esta manera el título pasa a los condes de Oñate en la persona del referido Íñigo Vélez de Guevara como VIII conde de Oñate (los VI y VII condes fueron sus hermanos Pedro y Juan, respectivamente, muertos con anterioridad), III conde de Villamediana y Correo Mayor General de España.
Es así como la casa de Vélez de Guevara se alza con el monopolio del correo en España desde 1622 hasta que con la llegada de los Borbones al trono, en los albores del siglo XVIII, Felipe V incorpora brevemente el servicio de correos a la Corona en 1706, arrebatando el privilegio a la familia Vélez de Guevara, indemnizámdolos previamente.

### Felipe V y el fin del cargo
Al poco tiempo de poner el servicio postal en manos de la Corona, Felipe V se ve en la necesidad de arrendarlo nuevamente: primeramente al marqués de Monte Sacro. En 1716, Felipe V nombra a Juan Tomás de Goyeneche como juez superintendente y administrador general de las Estafetas de dentro y fuera de estos Reynos… el 8 de julio de 1716. Con este nombramiento, el correo español pasaba a ser administrado directamente por el Estado, a la vez que se indemnizaba a los descendientes de la familia Tassis, que hasta ese momento habían ejercido el cargo de Correo Mayor del Reino por concesión real.

## Posición y funciones
La labor del Correo Mayor consistía en brindar un correcto y seguro transporte del correo por medio de un sistema eficaz y sólido de mensajeros, postas y rutas repartidos por todos los territorios del reino. Entre sus tareas estaban las de establecer nuevas rutas, contratar y despedir jefes de postas y mensajeros, y negociar en tiempos de guerra o conflictos con los enviados de los estados enemigos. Para cumplir estas tareas, el rey se encargaba de otorgarle una considerable paga anual y una casi completa potestad sobre sus subordinados.
Desde el principio, al constatar el rey la importancia de contar con un servicio postal bien organizado y eficaz, decide poner bajo su control directo el cargo de Correo Mayor. Otorgando así su plena confianza en la persona portadora del oficio de Correo Mayor y dándole libertades y privilegios significativos. Es así como el cargo de Correo Mayor se convierte en un título importante y respetado dentro de la corte real, motivo por el cual los portadores se vuelven personajes influyentes en la política de la Monarquía, llegando a involucrarse en asuntos internos y en pleitos o querellas.
Con el paso de los años y tras una buena organización a cargo de los primeros correos mayores, la empresa postal se convierte en uno de los monopolios más prósperos e importantes en la Europa de esa época; razón por la que los sucesivos correos mayores dedicaron parte de su tiempo no a sus labores propiamente dichas, sino en su papel y calidad de cortesanos de la Corte, en inmiscuirse en la vida política y social de la época.

## Cronología
| N.º | Periodo   | Correo Mayor                                                                                 | Rey                    |
| --- | --------- | -------------------------------------------------------------------------------------------- | ---------------------- |
| 1   | 1505–1517 | Francisco de Tassis                                                                          | Felipe I y Fernando II |
| 2   | 1506–1517 | Simón de Tassis                                                                              | Felipe I y Fernando II |
| 3   | 1517–1535 | Juan Bautista de Tassis                                                                      | Carlos I               |
| 4   | 1517–1535 | Mateo de Tassis                                                                              | Carlos I               |
| 5   | 1535–1579 | Raimundo de Tassis                                                                           | Carlos I y Felipe II   |
| 6   | 1579–1607 | Juan de Tassis y Acuña (I conde de Villamediana)                                             | Felipe II y Felipe III |
| 7   | 1607–1622 | Juan de Tassis y Peralta (II conde de Villamediana)                                          | Felipe III             |
| 8   | 1622–1658 | Iñigo Vélez Ladrón de Guevara y Tassis (VIII conde de Oñate y III conde de Villamediana)     | Felipe IV              |
| 9   | 1658–1684 | Catalina Vélez de Guevara y Tassis (IX condesa de Oñate y IV condesa de Villamediana)        | Felipe IV y Carlos II  |
| 10  | 1684–1699 | Íñigo Manuel Vélez Ladrón de Guevara y Tassis (X conde de Oñate y V conde de Villamediana)   | Carlos II              |
| 11  | 1699–1707 | Diego Gaspar Vélez Ladrón de Guevara y Tassis (XI conde de Oñate y VI conde de Villamediana) | Carlos II y Felipe V   |
| 12  | 1707–1711 | Diego de Zárate y Murga (I marqués de Montesacro)                                            | Felipe V               |
| 13  | 1716–1718 | Juan Francisco de Goyeneche Irigoyen (marqués de Ugena)                                      | Felipe V               |

- Datos: Q8351177